# 7e étape du Tour d'Italie 2014
Pour un article plus général, voir Tour d'Italie 2014.
La 7e étape du Tour d'Italie 2014 s'est déroulée le vendredi 16 mai 2014 Elle part de Frosinone et arrive à Foligno après 211 km de course. Elle voit le succès de Nacer Bouhanni qui reprend aussi le maillot rouge de meilleur sprinteur.

## Résultats

### Classement de l'étape
|    | Coureur          | Pays       | Équipe              |    | Temps           |
| -- | ---------------- | ---------- | ------------------- | -- | --------------- |
| 1  | Nacer Bouhanni   | France     | FDJ.fr              | en | 5 h 16 min 05 s |
| 2  | Giacomo Nizzolo  | Italie     | Trek Factory Racing | +  | m.t             |
| 3  | Luka Mezgec      | Slovénie   | Giant-Shimano       |    | m.t             |
| 4  | Michael Matthews | Australie  | Orica-GreenEDGE     |    | m.t             |
| 5  | Roberto Ferrari  | Italie     | Lampre-Merida       |    | m.t             |
| 6  | Tyler Farrar     | États-Unis | Garmin-Sharp        |    | m.t             |
| 7  | Enrico Battaglin | Italie     | Bardiani CSF        |    | m.t             |
| 8  | Boy van Poppel   | Pays-Bas   | Trek Factory Racing |    | m.t             |
| 9  | Ivan Rovny       | Russie     | Tinkoff-Saxo        |    | m.t             |
| 10 | Elia Viviani     | Italie     | Cannondale          |    | m.t             |

### Points attribués
|    | Cycliste          | Pays      | Équipe              | Points |
| -- | ----------------- | --------- | ------------------- | ------ |
| 1  | Robinson Chalapud | Colombie  | Colombia            | 20     |
| 2  | Nicola Boem       | Italie    | Bardiani CSF        | 16     |
| 3  | Nathan Haas       | Australie | Garmin-Sharp        | 12     |
| 4  | Björn Thurau      | Allemagne | Europcar            | 9      |
| 5  | Winner Anacona    | Colombie  | Lampre-Merida       | 7      |
| 6  | Elia Viviani      | Italie    | Cannondale          | 6      |
| 7  | Giacomo Nizzolo   | Italie    | Trek Factory Racing | 4      |
| 8  | Nicola Ruffoni    | Italie    | Bardiani CSF        | 3      |
| 9  | Bernhard Eisel    | Autriche  | Sky                 | 2      |
| 10 | Nacer Bouhanni    | France    | FDJ.fr              | 1      |

|    | Cycliste           | Pays        | Équipe                       | Points |
| -- | ------------------ | ----------- | ---------------------------- | ------ |
| 1  | Nacer Bouhanni     | France      | FDJ.fr                       | 50     |
| 2  | Giacomo Nizzolo    | Italie      | Trek Factory Racing          | 40     |
| 3  | Luka Mezgec        | Slovénie    | Giant-Shimano                | 34     |
| 4  | Michael Matthews   | Australie   | Orica-GreenEDGE              | 28     |
| 5  | Roberto Ferrari    | Italie      | Lampre-Merida                | 25     |
| 6  | Tyler Farrar       | États-Unis  | Garmin-Sharp                 | 22     |
| 7  | Enrico Battaglin   | Italie      | Bardiani CSF                 | 20     |
| 8  | Boy van Poppel     | Pays-Bas    | Trek Factory Racing          | 18     |
| 9  | Ivan Rovny         | Russie      | Tinkoff-Saxo                 | 16     |
| 10 | Elia Viviani       | Italie      | Cannondale                   | 14     |
| 11 | Tosh Van der Sande | Belgique    | Lotto-Belisol                | 12     |
| 12 | Francesco Chicchi  | Italie      | Neri Sottoli                 | 10     |
| 13 | Davide Appollonio  | Italie      | AG2R La Mondiale             | 8      |
| 14 | Edwin Ávila        | Colombie    | Colombia                     | 7      |
| 15 | Ben Swift          | Royaume-Uni | Sky                          | 6      |
| 16 | Leonardo Duque     | Colombie    | Colombia                     | 5      |
| 17 | Julien Vermote     | Belgique    | Omega Pharma-Quick Step      | 4      |
| 18 | Sonny Colbrelli    | Italie      | Bardiani CSF                 | 3      |
| 19 | Rigoberto Urán     | Colombie    | Omega Pharma-Quick Step      | 2      |
| 20 | Manuel Belletti    | Italie      | Androni Giocattoli-Venezuela | 1      |

### Cols et côtes
|   | Cycliste          | Pays      | Équipe        | Points |
| - | ----------------- | --------- | ------------- | ------ |
| 1 | Robinson Chalapud | Colombie  | Colombia      | 7      |
| 2 | Björn Thurau      | Allemagne | Europcar      | 4      |
| 3 | Winner Anacona    | Colombie  | Lampre-Merida | 2      |
| 4 | José Herrada      | Espagne   | Movistar      | 1      |

|   | Cycliste          | Pays      | Équipe       | Points |
| - | ----------------- | --------- | ------------ | ------ |
| 1 | Nathan Haas       | Australie | Garmin-Sharp | 3      |
| 2 | Robinson Chalapud | Colombie  | Colombia     | 2      |
| 3 | Björn Thurau      | Allemagne | Europcar     | 1      |

## Classements à l'issue de l'étape

### Classement général
|    | Cycliste         | Pays      | Équipe                  |    | Temps            |
| -- | ---------------- | --------- | ----------------------- | -- | ---------------- |
| 1  | Michael Matthews | Australie | Orica-GreenEDGE         | en | 29 h 34 min 19 s |
| 2  | Cadel Evans      | Australie | BMC Racing              | +  | 21 s             |
| 3  | Rigoberto Urán   | Colombie  | Omega Pharma-Quick Step |    | 1 min 18 s       |
| 4  | Rafał Majka      | Pologne   | Tinkoff-Saxo            |    | 1 min 25 s       |
| 5  | Steve Morabito   | Suisse    | BMC Racing              |    | 1 min 25 s       |
| 6  | Matteo Rabottini | Italie    | Neri Sottoli            |    | 1 min 25 s       |
| 7  | Ivan Santaromita | Italie    | Orica-GreenEDGE         |    | 1 min 47 s       |
| 8  | Fabio Aru        | Italie    | Astana                  |    | 1 min 51 s       |
| 9  | Tim Wellens      | Belgique  | Lotto-Belisol           |    | 1 min 52 s       |
| 10 | Ivan Basso       | Italie    | Cannondale              |    | 2 min 06 s       |

### Classement par points
|   | Cycliste        | Pays   | Équipe              | Points |
| - | --------------- | ------ | ------------------- | ------ |
| 1 | Nacer Bouhanni  | France | FDJ.fr              | 166    |
| 2 | Giacomo Nizzolo | Italie | Trek Factory Racing | 150    |
| 3 | Elia Viviani    | Italie | Cannondale          | 139    |

### Classement du meilleur grimpeur
|   | Cycliste           | Pays      | Équipe          | Points |
| - | ------------------ | --------- | --------------- | ------ |
| 1 | Michael Matthews   | Australie | Orica-GreenEDGE | 14     |
| 2 | Maarten Tjallingii | Pays-Bas  | Belkin          | 12     |
| 3 | Robinson Chalapud  | Colombie  | Colombia        | 9      |

### Classement du meilleur jeune
|   | Cycliste         | Pays      | Équipe          |    | Temps            |
| - | ---------------- | --------- | --------------- | -- | ---------------- |
| 1 | Michael Matthews | Australie | Orica-GreenEDGE | en | 29 h 34 min 19 s |
| 2 | Rafał Majka      | Pologne   | Tinkoff-Saxo    | +  | 1 min 25 s       |
| 3 | Fabio Aru        | Italie    | Astana          |    | 1 min 51 s       |

### Classements par équipes

#### Classement aux temps
|   | Équipe           | Pays       |    | Temps            |
| - | ---------------- | ---------- | -- | ---------------- |
| 1 | BMC Racing       | États-Unis | en | 87 h 57 min 38 s |
| 2 | Tinkoff-Saxo     | Russie     | +  | 1 min 01 s       |
| 3 | AG2R La Mondiale | France     |    | 1 min 35 s       |

#### Classement aux points
|   | Équipe              | Pays       | Points |
| - | ------------------- | ---------- | ------ |
| 1 | Giant-Shimano       | Pays-Bas   | 128    |
| 2 | Trek Factory Racing | États-Unis | 123    |
| 3 | Orica-GreenEDGE     | Australie  | 116    |

### Autres classements
|   | Cycliste           | Pays     | Équipe       | Points |
| - | ------------------ | -------- | ------------ | ------ |
| 1 | Andrea Fedi        | Italie   | Neri Sottoli | 20     |
| 2 | Elia Viviani       | Italie   | Cannondale   | 16     |
| 3 | Maarten Tjallingii | Pays-Bas | Belkin       | 13     |

|   | Cycliste        | Pays   | Équipe              | Points |
| - | --------------- | ------ | ------------------- | ------ |
| 1 | Nacer Bouhanni  | France | FDJ.fr              | 19     |
| 2 | Elia Viviani    | Italie | Cannondale          | 18     |
| 3 | Giacomo Nizzolo | Italie | Trek Factory Racing | 18     |

|   | Cycliste         | Pays      | Équipe              | Points |
| - | ---------------- | --------- | ------------------- | ------ |
| 1 | Nacer Bouhanni   | France    | FDJ.fr              | 10     |
| 2 | Giacomo Nizzolo  | Italie    | Trek Factory Racing | 5      |
| 3 | Michael Matthews | Australie | Orica-GreenEDGE     | 4      |

|   | Cycliste           | Pays     | Équipe       | Points |
| - | ------------------ | -------- | ------------ | ------ |
| 1 | Andrea Fedi        | Italie   | Neri Sottoli | 444    |
| 2 | Maarten Tjallingii | Pays-Bas | Belkin       | 391    |
| 3 | Rodolfo Torres     | Colombie | Colombia     | 236    |

| \| \| Cycliste \| Pays \| Équipe \| Points \| \| - \| -------------- \| -------- \| ----------------------- \| ------ \| \| 1 \| Nacer Bouhanni \| France \| FDJ.fr \| 10 \| \| 2 \| Rigoberto Urán \| Colombie \| Omega Pharma-Quick Step \| 4 \| \| 3 \| Tim Wellens \| Belgique \| Lotto-Belisol \| 4 \| |                |          |                         |        |
| | Cycliste       | Pays     | Équipe                  | Points |
| 1 | Nacer Bouhanni | France   | FDJ.fr                  | 10     |
| 2 | Rigoberto Urán | Colombie | Omega Pharma-Quick Step | 4      |
| 3 | Tim Wellens    | Belgique | Lotto-Belisol           | 4      |

## Abandons
- Ramón Carretero (Neri Sottoli) : abandon
- Brett Lancaster (Orica-GreenEDGE) : non-partant
- Maxime Méderel (Europcar) : abandon à la suite de sa chute de la veille
- Joaquim Rodríguez (Katusha) : non-partant